# Liodesmus
Liodesmus ist eine Gattung ausgestorbener Knochenfische aus der Ordnung der Bogenflosser (Amiiformes). Sie kamen im Oberjura in europäischen Meeren vor. Fossilien der Gattung wurden im Solnhofener Plattenkalk gefunden, sind aber selten.

## Merkmale
Liodesmus wurde etwa 12 cm lang und blieb damit wesentlich kleiner als andere Bogenflosser. Ihr Körper war langgestreckt, die dreieckige Rückenflosse lag knapp hinter der Körpermitte. Die Bauchflossen waren klein und begannen leicht vor der Rückenflosse. Die Afterflosse war klein und spitz und begann am Ende der Rückenflosse. Die Bauchflossen waren kleiner als die Afterflosse. Die Schwanzflosse war eingebuchtet und leicht heterocerk, der obere Lobus etwas vergrößert und beschuppt. Der Kopf war kurz und dicker als der Rumpf, die Kiefer waren mit kleinen, spitzen Zähnen bestückt. Der Unterkiefer bog sich an seiner Spitze leicht nach oben.

## Arten
- Liodesmus gracilis (Agassiz, 1843)
- Liodesmus sprattiformis (Wagner, 1859)